# Polska na halowych mistrzostwach Europy w lekkoatletyce

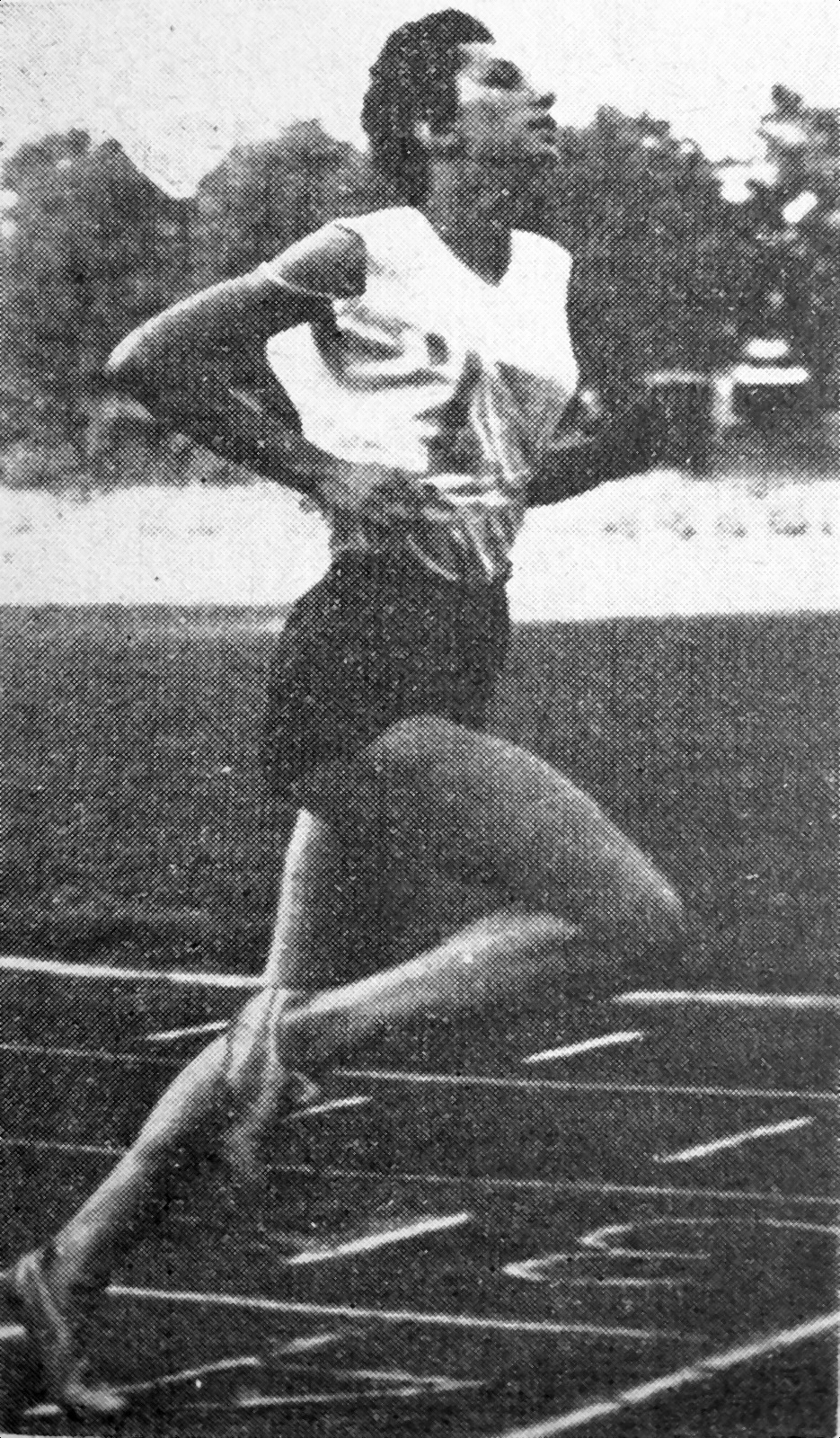
Irena Szewińska była pierwszą Polką, która zdobyła złoto halowego czempionatu

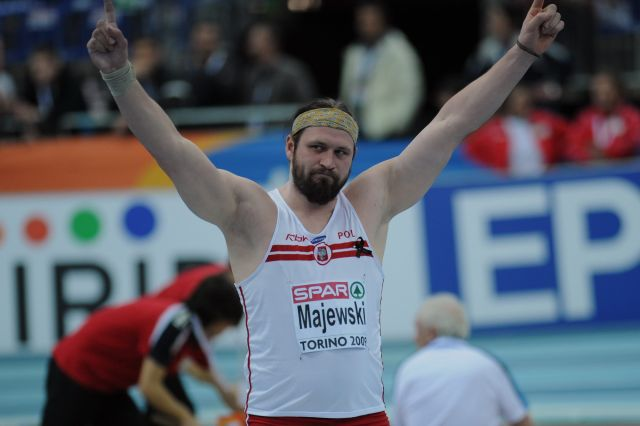
Tomasz Majewski podczas zwycięskich dla siebie halowych mistrzostw Europy w Turynie (2009)

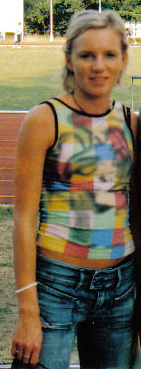
Lidia Chojecka ma na koncie sześć medali halowych mistrzostw Europy

Polska na halowych mistrzostwach Europy w lekkoatletyce – reprezentacja Polski uczestniczy w halowym lekkoatletycznym czempionacie Starego Kontynentu od jego drugiej edycji, która odbyła się w Pradze w 1967 roku – w stolicy Czechosłowacji wystąpili jednak tylko mężczyźni. 
Pierwsze medale na halowych mistrzostwach Europy Polacy wywalczyli już w pierwszym starcie – wicemistrzostwo zdobyła sztafeta 4 x 2 okrążenia w składzie Edward Romanowski, Jan Balachowski, Edmund Borowski i Tadeusz Jaworski, a brązowe krążki przypadły kulomiotowi Władysławowi Komarowi oraz skoczkowi w dal Andrzejowi Stalmachowi. W 1968 roku w Madrycie Polacy zdobyli pierwsze dwa złote medale imprezy – Andrzej Badeński był najlepszy w biegu na 400 metrów, a drugiej złoto wywalczyła sztafeta 4 x 2 okrążenia w składzie Waldemar Korycki, Jan Balachowski, Jan Werner i Andrzej Badeński.  W trzecim starcie reprezentacji Polski w halowych mistrzostwach Europy (wówczas rozgrywanych jeszcze pod nazwą Europejskich Igrzysk Halowych), w 1969 w Belgradzie, Irena Szewińska została pierwszą Polką, która zdobyła medal (złoto w biegu na 60 metrów) halowego czempionatu, a reprezentacja z sześcioma złotymi i trzema srebrnymi medalami pierwszy i ostatni raz w historii zajęła pierwsze miejsce w tabeli medalowej imprezy.
Pierwszym Polakiem, który na jednych halowych mistrzostwach Europy zdobył więcej niż jeden medal był Andrzej Badeński (dwa złote medale w 1968). Najwięcej medali reprezentanci Polski zdobyli w  1973 na mistrzostwach w Rotterdamie – z Holandii Polacy wrócili z dwunastoma medalami. Dwukrotnie reprezentanci Polski zdobyli dziesięć medal – miało to miejsce podczas czempionatów w 1975 roku w Katowicach oraz w 1980 w Sindelfingen. Najsłabiej reprezentacja wypadła w dwóch występach kiedy to z mistrzostw w 1983 i 1989 roku wracała tylko z jednym medalem (w obu przypadkach były to krążki brązowe).

## Dorobek Polski na halowych mistrzostwach Europy
W ciągu 58-letniej historii halowych mistrzostw Europy i europejskich igrzysk halowych Polacy zdobyli w sumie 219 medali – 70 złotych, 66 srebrnych i 83 brązowych. W latach 1967–2025 reprezentanci Polski wystartowali w 390 finałach oraz zdobyli 2197 punktów w klasyfikacji punktowej wszech czasów (według obecnie używanego systemu punktowania miejsc 8-7-6–5–4–3–2–1).
| Halowe mistrzostwa Europy | Liczba Polaków | Złoto | Srebro | Brąz | Razem | Finały | Punkty    |
| Praga 1967                |                | 0     | 1      | 2    | 3     | 6      | 21        |
| Madryt 1968               |                | 2     | 2      | 1    | 5     | 7      | 32        |
| Belgrad 1969              |                | 6     | 3      | 0    | 9     | 13     | 57        |
| Wiedeń 1970               |                | 1     | 4      | 3    | 8     | 14     | 77        |
| Sofia 1971                |                | 3     | 2      | 2    | 7     | 11     | 68        |
| Grenoble 1972             |                | 1     | 2      | 2    | 5     | 10     | 53        |
| Rotterdam 1973            |                | 2     | 3      | 7    | 12    | 16     | 100       |
| Göteborg 1974             |                | 4     | 2      | 2    | 8     | 14     | 87        |
| Katowice 1975             |                | 2     | 3      | 5    | 10    | 19     | 107       |
| Monachium 1976            |                | 1     | 1      | 3    | 5     | 8      | 47        |
| San Sebastián 1977        |                | 2     | 1      | 5    | 8     | 16     | 85        |
| Mediolan 1978             |                | 1     | 3      | 1    | 5     | 10     | 61        |
| Wiedeń 1979               |                | 3     | 3      | 0    | 6     | 10     | 61        |
| Sidelfingen 1980          |                | 4     | 4      | 2    | 10    | 15     | 99        |
| Grenoble 1981             |                | 2     | 1      | 2    | 5     | 7      | 40        |
| Mediolan 1982             |                | 1     | 1      | 2    | 4     | 5      | 32        |
| Budapeszt 1983            |                | 0     | 0      | 1    | 1     | 5      | 21        |
| Göteborg 1984             |                | 2     | 0      | 1    | 3     | 9      | 49,5      |
| Ateny/Pireus 1985         |                | 0     | 0      | 2    | 2     | 5      | 24        |
| Madryt 1986               |                | 0     | 2      | 0    | 2     | 8      | 35,5      |
| Liévin 1987               |                | 1     | 0      | 2    | 3     | 6      | 31        |
| Budapeszt 1988            |                | 1     | 0      | 1    | 2     | 4      | 25        |
| Haga 1989                 |                | 0     | 0      | 1    | 1     | 6      | 24        |
| Glasgow 1990              |                | 1     | 0      | 1    | 2     | 4      | 19        |
| Genua 1992                |                | 0     | 1      | 1    | 2     | 4      | 22        |
| Paryż 1994                |                | 0     | 0      | 3    | 3     | 5      | 28        |
| Sztokholm 1996            |                | 0     | 1      | 2    | 3     | 5      | 28        |
| Walencja 1998             |                | 3     | 2      | 1    | 6     | 12     | 73        |
| Gandawa 2000              |                | 0     | 1      | 2    | 3     | 4      | 26        |
| Wiedeń 2002               |                | 4     | 1      | 2    | 7     | 12     | 70        |
| Madryt 2005               |                | 1     | 3      | 2    | 6     | 10     | 56        |
| Birmingham 2007           | 31             | 2     | 0      | 3    | 5     | 10     | 54,5      |
| Turyn 2009                | 24             | 1     | 0      | 2    | 3     | 8      | 45        |
| Paryż 2011                | 18             | 2     | 2      | 1    | 5     | 8      | 56        |
| Goeteborg 2013            |                | 1     | 1      | 1    | 3     | 6      | 30,5      |
| Praga 2015                |                | 1     | 2      | 5    | 8     | 18     | 84        |
| Belgrad 2017              |                | 7     | 2      | 3    | 12    | 16     | 103       |
| Glasgow 2019              |                | 5     | 2      | 0    | 7     | 12     | 72        |
| Toruń 2021                |                | 1     | 5      | 4    | 10    | 13     | 90        |
| Stambuł 2023              |                | 0     | 4      | 3    | 7     | 10     | 58        |
| Apeldoorn 2025            |                | 2     | 1      | 1    | 4     | 9      | 45        |
| Suma:                     |                | 70    | 66     | 83   | 219   | 390    | 2197 pkt. |